# 町
町原指農地，亦為土地面積單位之一，同屬漢字文化圈的日本後來用於行政區劃。

## 中國的「町」
「町」指田界、田間小路、田地，在中國亦用於地名，如湖南省衡阳县三湖镇，即出自当地存在上湖町、中湖町和下湖町，当地人又合称“三湖町”，另有雲南省德宏傣族景颇族自治州瑞麗市畹町鎮。《南史·列傳·侯景傳》有載「先是江陵謠言：『苦竹町，市南有好井。荊州軍，殺侯景。』及景首至，元帝付諮議參軍李季長宅，宅東即苦竹町也。」當中的「苦竹町」即地名之例。上古時期亦曾将其作为地积单位之一，《左传·襄公二十五年》有“町原防，牧隰皋，井衍沃”；《禮記註疏》有「偃豬之地，九夫為規，四規而當一井；原防之地，九夫為町，三町而當一井。」

## 日本的「町」
町（日语音讀日语： chō、訓讀日语： machi），可以指：
- 町（/），日本行政區劃名稱，有以下兩種不同層級的單位，可指地方上的市鎮，或者都市內的次區域劃分：
  - 行政町：日本《地方自治法》中的普通地方公共團體之一，在縣之下，與市、村同級，合稱「市町村」，行政機關為町役所，通常設於比村較繁榮的地方，相當於中國大陸及臺灣的鎮。如東京都奥多摩町、北海道森町、福岡縣遠賀町、廣島縣府中町等。在2018年10月1日福岡縣那珂川町升格改制為那珂川市後，日本普通地方公共團體的行政町共有743個[4]。其中，關東地方的町大多唸作、關西地方、北海道的町則大多唸作[5]。
  - 町丁（日语：町丁）的町：日本都市內的次分區，在區之下，與大字同級，相當於中國大陸的社區或臺灣的。如東京都澀谷區代官山町、日治臺北市的西門町。
- 町，在和語中可指市區、街區、都市內的一小部分區域，亦可指小規模的都市或市鎮。
- 面積單位。1町=10反=3000坪，約9917平方公尺，約等於一公頃（一甲約2934坪，一公頃約3025坪）。
- 長度單位。1町=60間，約109.09公尺。

### 日本具歷史背景的町
- 城下町
- 陣屋町
- 武家町
- 寺町
- 宿場町
- 港町
- 門前町（鳥居前町）
- 寺内町
- 社家町
- 在郷町
- 花町
- 溫泉町

## 外部連結
- （页面存档备份，存于） "Large City System of Japan"; graphic shows towns compared with other Japanese city types at p. 1 [PDF 7 of 40]